# Adams (Wisconsin)
Pour les articles homonymes, voir Adams.
Adams est une ville américaine située dans le comté d'Adams, au Wisconsin. Selon le recensement de 2010, sa population est de 1 967 habitants.